# Monte Macalester
El Monte Macalester es un pico prominente que se eleva a 2.480 metros en la parte central de la zona llamada Picos de Soholt, en la Sierra Heritage, que forma parte de la cadena de Montes Ellsworth, Antártida. Fue cartografiado por el Servicio Geológico de los Estados Unidos a partir de expediciones y fotografías aéreas de la Armada de los Estados Unidos de 1961 a 1966. El pico fue nombrado por el Comité Consultivo sobre Nomenclatura Antártica en honor al Macalester College, la institución de la que egresó Gerald F. Webers, el líder del Programa Antártico de los Estados Unidos, en el marco del cual se realizaron las primeras expediciones a los Montes Ellsworth entre 1979 a 1980. La primera expedición a su cumbre fue el 28 de diciembre de 2013 por Ralf Laier, Pachi Ibarra y Seth Timpano, en el estilo alpino, durante su travesía de los Picos de Soholt.